# Brian Vandborg
Brian Bach Vandborg (Herning, 4 december 1981) is een voormalig Deens wielrenner. Hij was beroepsrenner van 2004 tot en met 2013 en vooral gespecialiseerd in het tijdrijden. Eind 2013 nam hij afscheid van de wielersport nadat hij geen nieuwe werkgever voor 2014 gevonden had.

## Belangrijkste overwinningen
2002
- Deens kampioen tijdrijden, Beloften

2003
- Deens kampioen Ploegentijdrit (met Lasse Siggaard en Ari Højgaard)
- Deens kampioen tijdrijden, Beloften

2005
- 4e etappe Ronde van Georgia

2006
- Protour ploegentijdrit (met Lars Ytting Bak, Michael Blaudzun, Bobby Julich, Stuart O'Grady, Christian Müller, Jens Voigt en David Zabriskie)
- Deens kampioen tijdrijden, Elite

2007
- 2e etappe Ronde van de Ain

2008
- Deens kampioen ploegentijdrit, Elite

2013
- Deens kampioen tijdrijden, Elite

## Resultaten in voornaamste wedstrijden
| Jaar | Ronde van Italië | Ronde van Frankrijk | Ronde van Spanje |
| ---- | ---------------- | ------------------- | ---------------- |
| 2004 |                  |                     | opgave           |
| 2005 | 140e             |                     |                  |
| 2006 |                  |                     |                  |
| 2007 | opgave           |                     |                  |
| 2008 |                  |                     |                  |
| 2009 |                  | 116e                |                  |
| 2010 |                  | 128e                |                  |
| 2011 |                  | 125e                |                  |
| 2012 |                  |                     |                  |
| 2013 |                  | 155e                |                  |

| Jaar | Amstel Gold Race | Luik-Bast.‑Luik | Ronde van Lombardije |
| ---- | ---------------- | --------------- | -------------------- |
| 2004 |                  |                 |                      |
| 2005 |                  |                 |                      |
| 2006 |                  |                 |                      |
| 2007 | 108e             |                 |                      |
| 2008 |                  |                 |                      |
| 2009 | 112e             |                 | 49e                  |
| 2010 |                  | 116e            |                      |
| 2011 |                  |                 |                      |
| 2012 |                  |                 |                      |
| 2013 |                  |                 |                      |